# Marija Strojnik
María Strojnik (Liubliana, Eslovenia, 13 de julio de 1950) es una científica estadounidense de origen esloveno. Su campo de estudio es la óptica en el campo del infrarrojo. 
Es una científica que emplea técnicas ópticas en astrofísica para la exploración del Universo. Durante su carrera profesional ha trabajado en los Estados Unidos y en México. Ha sido reconocida como miembro Emérita del Sistema Nacional de Investigadores en México.

## Biografía
Nació el 13 de julio de 1950 en la ciudad de Lubliana, Eslovenia. Es hija del ingeniero Aleš Strojnik. En junio de 1970 emigró con sus padres a los Estados Unidos a la edad de 19 años. En 1977 contrajo matrimonio con James W. Scholl con quien tuvo 3 hijas. En 1994, se mudó a México, donde reside actualmente. Enviudó en 2002, después de una larga enfermedad de su esposo por lo que tuvo que criar sola a sus tres hijas. Ha sido diagnosticada con cáncer en tres ocasiones, la primera en 2008, la segunda en 2010 y la última en 2012. Actualmente, se ha recuperado de su enfermedad y el cáncer no ha reaparecido.
El interés de la Dra. Strojnik por la astrofísica surgió cuando ella vio la transmisión televisiva de los primeros pasos del hombre en la luna en 1969.
Cursó el primer año de sus estudios de física en la Universidad de Liubliana, después se vio obligada a viajar a los Estados Unidos. Continuó sus estudios en la Universidad Estatal de Arizona donde terminó su licenciatura en Física en 1972 y realizó su maestría en Física en 1974. Posteriormente, Marija Srojnik realizó sus estudios de doctorado en la Universidad de Arizona, convirtiéndose en 1979 en la primera mujer en recibir el grado de Doctor en Ciencias Ópticas. La línea de especialización de su doctorado es la radiación infrarroja. Ella estudió dos maestrías adicionales,  la Maestría en Ciencias Ópticas por la Universidad de Arizona en 1977 y la Maestría en ingeniería de la Universidad de California en Los Ángeles en 1981.
En su carrera profesional, ella trabajó como jefe del departamento de óptica de empresa Rockwell International (actualmente forma parte de la compañía Boeing), más tarde como ingeniero sénior del fabricante de instrumentación para aviones Honeywell. Trabajo en el Laboratorio de Propulsión a Reacción (JPL) del Instituto de Tecnología de California (CALTECH). Actualmente la Dra. Marija Strojnik se desempeña como investigador titular E en el Centro de Investigaciones en Óptica (CIO), en la ciudad de León, México.
Durante su tiempo en JPL, la Dra. Marija desarrolló un sistema inteligente de navegación autónoma de la sonda espacial Cassini, el cual permitía a la sonda conocer su ubicación en tiempo real. Este algoritmo ha sido implementado en un número considerable de satélites para conocer su ubicación, entre los que destacan los satélites del sistema de posicionamiento global.
La Dra. Marija ha presidido más de 40 congresos, principalmente de la sociedad internacional de óptica y fotónica (SPIE) y de la fundación Giorgio Ronchi, entre los que destacan: Infrared Remote Sensing and Instrumentation (I-XXVII), Advanced Infrared Technology and Applications (2003-2017) e Infrared Technology (XVII-XXVIII). Ella ha editado los libros de memorias de cada uno de estos congresos y ha moderado más de 90 sesiones de congreso. Además, entre sus participaciones en congresos internacionales se cuentan más de 30 platicas invitadas .
La Dra. Strojnik es miembro de los comités editoriales de "Infrared Physics and Technology" y de "Journal of Ronchi Foundation" desde 1994 y 2002, respectivamente. Además participa activamente como editora de las revistas "Applied Optics" y "Optics Express". En la revista "Optics Express", fue nombrada editor asociado en 2014 y promovida a editor diputado en 2017. Además ha sido invitada como editora en múltiples revistas entre las que destacan:
- Editor principal  invitado en tres ocasiones para la Revista "Applied Optics" (1996, 2016, 2018).
- Editor de tópico de la revista Applied Optics (1992, 1993).
- Editor invitado en dos ocasiones de la revista "Optical Engineering" (enero y marzo de 1994).
- En revistas arbitradas, ella ha publicado más de 100 artículos.[5]
- Editor de tópico (infrarrojo) de Applied Optics (1992,1993) por dos periodos.
- Editor invitado de "Advances in Optical Technologies" en su edición especial sobre "Advanced Infrared Technology and Applications" de 2011.
- Editor principal invitado, Journal of Applied Remote Sensing, edición especial sobre Infrared remote sensing and instrumentation, 2014.

## Producción
La Dra. Marija cuenta en su producción más de 40 libros editados de las memorias de los congresos que preside, más de 100 artículos en revistas arbitradas indexadas en el JCR, más de 200 artículos de congreso y 13 capítulos de libros, los cuales se listan a continuación:
1. Miniaturized Optical Correlator, en el libro: Selected Papers on Optical Correlators, (1993).[6]
2. Autonomous Star Field Identification for Solar System Exploration, en el libro: International Conference, From Galileo's "occhialino" to opto-electronics, (1993).[7]
3. Phase Reconstruction from high Fringe-Density Interferograms, en el libro: Optical Engineering, (1999).
4. Rotational-Shearing Interferometer, en el libro: Fabrication & Testing of Aspheres, (1999).[8]
5. Radiometry, en el libro: Handbook of Optical Engineering, (2001).[9]
6. Telescopes, en el libro: Handbook of Optical Engineering (2001).[9]
7. Evaluation of Future Telescopes, en el libro: Recent Research Developments in Optics, (2002).[10]
8. Lateral Shearing Interferometry, en el libro: Optical Shop Testing (2007).[11]
9. Interferometry to Detect Planets Outside Our Solar System, en el libro: Recent Interferometry Applications in Topography and Astronomy (2012).[12]
10. Remembering Prof. Dr. H. John Caulfield – A Man for All Seasons, en el libro: Advances in Optical Computing IV (2013).
11. Telescopes, en el libro: Fundamentals and Basic Optical Instruments (2017).[13]
12. Radiometry, en el libro: Advanced Optical Instruments and Techniques (2017).[14]
13. Optical Metrology of Diffuse Objects: Full‑Field Methods, en el libro: Advanced Optical Instruments and Techniques (2017).[14]

## Reconocimientos
La Dra. Marija Strojnik ha recibido diversos premios y reconocimientos durante su carrera académica y profesional entre los que destaca el premio George W. Goddard. El cual es otorgado por la SPIE a aquellos científicos que realizan contribuciones excepcionales en las áreas de óptica, fotónica, astronomía o la ciencia aeroespacial. En el caso de la Dra. Marija Strojnik se le otorgó dicho reconocimiento en 1996 por el desarrollo del sistema de navegación inteligente propuesto para la sonda espacial Cassini. Además de este premio, la Dra. Marija cuenta con los siguientes reconocimientos y nombramientos:
- Miembro invitado de la Sociedad Honorífica de la Ciencia Sigma XI (1982).[16]
- 7 certificados de reconocimiento otorgados por la NASA (1 en 1992, 5 en 1993 y 1 en 1994).
- Miembro Fellow de SPIE (1994).[17]
- Cátedra Patrimonial nivel II de CONACYT (1994,1995).
- Miembro fellow de la Sociedad Óptica Estadounidense, OSA (1999).[18]
- Miembro de la Academia Mexicana de Ciencias (2001).
- Miembro del comité de premios de SPIE (2005-2012).
- Premio de la Asociación Mexicana de Óptica (2009).
- Miembro del comité de Fellows de OSA (2010).
- Miembro del comité de Fellows de SPIE (desde 2016).

El Museo Técnico de Eslovenia (Tehniški Muzej Slovenije, TMS) presentó al público la exposición temporal Conocimiento sin Fronteras, donde la Dra. Marija Strojnik formó parte de la exposición.